# メイキー郡区 (アイオワ州アラマキー郡)
メイキー郡区は、アメリカ合衆国、アイオワ州、アラマキー郡にある18の郡区の一つである。2000年の国勢調査で、人口は4380人だった。

## 地理
メイキー郡区は、92.4平方キロメートル（35.69平方マイル)で、Waukonが含まれている。アメリカ地質調査所によると、この郡区はCounty Care FacilityとLycurgusとMakee TownshipとOaklandとRound Prairieの5つの霊園が含まれている。